# 塔卡因博
塔卡因博是巴西伯南布哥州的一个市镇。总面积210.94平方公里，总人口12093人，人口密度57.3人/平方公里。